# Thibaut Collet
Thibaut Collet (La Tronche, 17 giugno 1999) è un astista francese.

## Biografia
Figlio dell'astista Philippe Collet, detentore del record francese di specialità con 5,94 metri, Thibaut debutta internazionalmente nel 2016. Nel 2022 entra a far parte della nazionale seniores. Raggiunge ai campionati del mondo di atletica leggera 2023 in Ungheria, il quinto posto in finale.

## Palmarès
| Anno | Manifestazione  | Sede      | Evento           | Risultato | Prestazione | Note                          |
| ---- | --------------- | --------- | ---------------- | --------- | ----------- | ----------------------------- |
| 2016 | Europei U18     | Tbilisi   | Salto con l'asta | 5º        | 4,95 m      |                               |
| 2018 | Mondiali U20    | Tampere   | Salto con l'asta | 5º        | 5,40 m      |                               |
| 2019 | Europei U23     | Gävle     | Salto con l'asta | Bronzo    | 5,60 m      |                               |
| 2021 | Europei U23     | Tallinn   | Salto con l'asta | 6º        | 5,50 m      |                               |
| 2022 | Mondiali indoor | Belgrado  | Salto con l'asta | 12º       | 5,60 m      |                               |
| 2022 | Mondiali        | Eugene    | Salto con l'asta | 18º (q)   | 5,65 m      |                               |
| 2022 | Europei         | Monaco    | Salto con l'asta | 5º        | 5,75 m      |                               |
| 2023 | Europei indoor  | Istanbul  | Salto con l'asta | 10º (q)   | 5,65 m      |                               |
| 2023 | Mondiali        | Budapest  | Salto con l'asta | 5º        | 5,90 m      | Miglior prestazione personale |
| 2024 | Mondiali indoor | Glasgow   | Salto con l'asta | 7º        | 5,65 m      |                               |
| 2024 | Europei         | Roma      | Salto con l'asta | 5º        | 5,82 m      |                               |
| 2024 | Giochi olimpici | Parigi    | Salto con l'asta | 14º (q)   | 5,70 m      |                               |
| 2025 | Europei indoor  | Apeldoorn | Salto con l'asta | 4º        | 5,85 m      |                               |
| 2025 | Mondiali indoor | Nanchino  | Salto con l'asta | 11º       | 5,50 m      |                               |